# Caluya, Antique
Caluya là một đô thị cấp bốn ở tỉnh Antique, Philippines. Theo điều tra dân số năm 2015, đô thị này có dân số 35.496 người trong.

## Các đơn vị hành chính
Caluya, về mặt hành chính, được chia thành 18 khu phố (barangay).
| - Alegria - Bacong - Banago - Bonbon - Dawis - Dionela - Harigue - Hininga-an - Imba | - Masanag - Poblacion - Sabang - Salamento - Semirara - Sibato - Sibay - Sibolo - Tinogboc |